# Тимошенко Едуард Миколайович
Едуард Миколайович Тимошенко (рос. Эдуард Николаевич Тимошенко; нар. 9 листопада 1953, Дагестанські Огні, РРФСР — пом. 13 листопада 2007, Запоріжжя, Україна) — радянський футболіст, півзахисник та нападник, згодом — український тренер.

## Кар'єра гравця
Вихованець дагестанського футболу, юнаком грав за «Труд» з Каспійська. Його першими тренерами були Карп Дубовицький (Каспійськ), Володимир Шувалов.
Під керівництвом Гаджи Гаджиєва в 1975 в складі «Динамо» з Махачкали став володарем кубка РРФСР.
Надалі грав у «Металурзі» із Запоріжжя. 25 травня 1978 року в поєдинку проти ростовського СКА забив свій перший м'яч за запорожців. У 1979 разом з Іваном Шаріем склали дуже сильний дует нападників, прекрасно взаємодіяли на полі, на двох їм вдалося забити в тому сезоні 51 м'яч з 69. Всього ж у складі «Металурга» з 1978 по 1983 роки брав участь у 206 офіційних матчах і забив 62 м'яча.

## Стиль гри
|  | ...відрізнявся вмінням створити гольовий момент, вгадати, де потрібно зустріти м'яч, навіть якщо атака розвивалася на протилежному фланзі. Він сміливо вступав в боротьбу з двома захисниками, в найскладніших ситуаціях вигравав м'яч і брав на себе відповідальність завершення зусиль партнерів. |

## Тренерська діяльність
Після закінчення футбольної кар'єри залишився в Запоріжжі, де закінчив Запорізький державний педагогічний інститут, а на тренерському терені СДЮШОР Металург Едуард Тимошенко виховав не один десяток юних футболістів, серед яких Антон Монахов, Станіслав Богуш.

## Досягнення
- Кубок РРФСР
  -  Володар (1): 1975

- Кубок УРСР
  -  Володар (1): 1984

- Чемпіонат УРСР
  -  Чемпіон (1): 1984